# Lissopyge neumanni
Lissopyge neumanni är en mångfotingart som beskrevs av Carl Graf Attems 1909. Lissopyge neumanni ingår i släktet Lissopyge och familjen Odontopygidae. Inga underarter finns listade i Catalogue of Life.